# Moulin de Moidrey
Le moulin de Moidrey est un moulin à vent érigé à Pontorson, en France.

## Localisation
Le moulin de Moidrey s'élève près du village du même nom, sur le territoire de la commune de Pontorson dans le département de la Manche, à 5 km au sud de la baie du Mont-Saint-Michel. Le moulin est situé à une quarantaine de mètres d'altitude sur une butte de la rive droite du Couesnon dominant la baie. 

## Historique

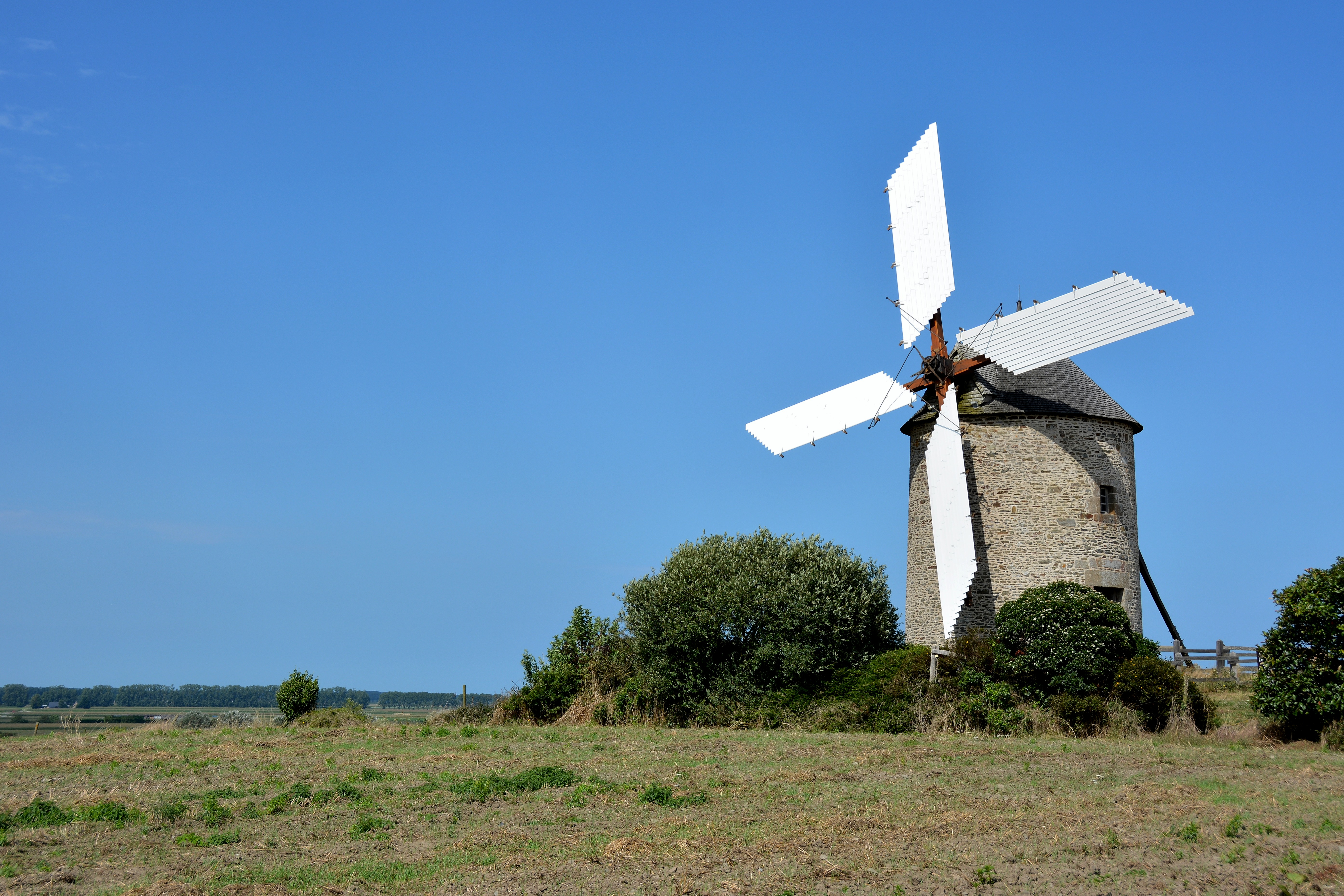
Moulin de Moidrey

Le moulin de Moidrey est construit en 1806 et est en activité jusqu'au début du XXe siècle. Transformé en fenil, il est abandonné après la Seconde Guerre mondiale. Il est restauré en 2003 et remis en activité.
En 2007, le moulin de Moidrey est inscrit au patrimoine mondial, comme partie du site du mont Saint-Michel et de sa baie.

## Description
Le bâtiment est une construction cylindrique en pierre surmontée d'un toit conique en bardeaux de châtaignier. Il possède quatre ailes, inclinables pour offrir au vent une surface variable.
Il s'agit d'un moulin utilisant le vent pour produire de la farine, notamment farine de blé, sarrasin, seigle, orge, avoine, maïs, riz et châtaigne.
Le moulin est en activité et est ouvert à la visite.